# クロツバメシジミ
クロツバメシジミ（黒燕小灰蝶、 Tongeia fischeri fischeri）は、チョウ目（鱗翅目）シジミチョウ科に属するチョウの一種。

## 概要
小型の灰色のシジミチョウ。翅裏は灰色地で、白い縁取りのある黒点をもつ。また翅の外縁沿いでは黒点が2列に並び、後翅肛角の2個所はそれに加えて赤斑が伴う。ヤマトシジミ、ツバメシジミと似るが、赤斑の位置や、特徴ともなっているたいへん細く短い尾状突起などで、区別はたやすい。翅表は一様な黒色で和名の由来となっている。
人家周辺から低山地で見られる。発生源となっている食草をあまり離れず、付近をちらちら飛翔し、すぐとまる。
幼虫の食草はツメレンゲ・イワレンゲ・タイトゴメ・マンネングサ（ベンケイソウ科）で、母蝶は葉に卵を1つずつ産みつける。
成虫は多化性で年3～4回発生し、5～11月にかけて見られる。越冬態は幼虫。
本種は生息域が分断されており地理的変異が著しく、それぞれの分布域で翅の模様などに特徴が見られる。日本舞踊師範の藤間勘左はそういった本種の差異を研究している。

## 分布
本州（群馬県以西）、四国、九州北部～中部。
国外ではシベリア中～極東、モンゴル、中国大陸東北部、朝鮮半島。

## 保全状況評価
クロツバメシジミ九州沿岸・朝鮮半島亜種 T. f. caudalis
- 準絶滅危惧（NT）（環境省レッドリスト）

クロツバメシジミ東日本亜種 T. f. japonica
- 準絶滅危惧（NT）（環境省レッドリスト）

クロツバメシジミ西日本亜種 T. f. shojii
- 準絶滅危惧（NT）（環境省レッドリスト）

（環境省レッドリスト、2012年版）